# General Nicolás Bravo
General Nicolás Bravo är en ort i Mexiko.   Den ligger i kommunen Mapastepec och delstaten Chiapas, i den sydöstra delen av landet, 800 km sydost om huvudstaden Mexico City. General Nicolás Bravo ligger 221 meter över havet och antalet invånare är 421.
Terrängen runt General Nicolás Bravo är varierad. Runt General Nicolás Bravo är det ganska tätbefolkat, med 60 invånare per kvadratkilometer. Närmaste större samhälle är Mapastepec, 8,2 km sydväst om General Nicolás Bravo. I omgivningarna runt General Nicolás Bravo växer i huvudsak städsegrön lövskog.